# Élida (historické území)

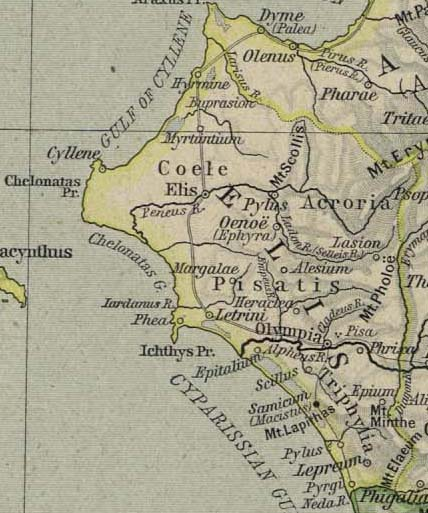
Mapa starověkého kraje Elis

Élida, Élis, Ilia nebo Eleia (novořecky: Ήλιδα, Ílida, starořecky: Ἦλις, Ēlis) je historické území na severozápadě Peloponésu v Řecku. Odpovídá přibližně stejnojmenné regionální jednotce v kraji Západní Řecko. Ve starověké Élidě leželo stejnojmenné město. Kulturním centrem Élidy byla všeřecká svatyně boha Dia s věštírnou v Olympii, kde se konaly známé Olympijské hry. Toto místo je nyní jedním z nejvýznamnějších archeologických nalezišť zapsaným do seznamu světového dědictví UNESCO.

## Geografie
Elida se rozkládá na severozápadě poloostrova Peloponésu v jižním Řecku. Na jihu hraničí s Messénií, na východě s Arkádií, na severovýchodě s Achaiou a jeho západní hranici tvoří Jónské moře. Jedná se o kraj na východě hornatý (pohoří Skollis a Erymanthos), sklánějící se k západu do úrodných údolí, kam stékají řeky Alfios a Pinios. Pobřeží je členěno dvěma zálivy Kyparisským a Kyllénským.

## Historie

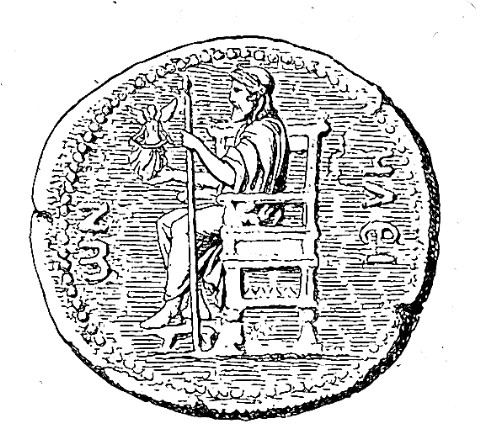
Kresba Elejské mince z římské doby s vyobrazením sochy Dia v Olympii

Úrodné údolí Alfia bylo totiž vždy předmětem sporů. Tato skutečnost se promítla i do eposu Ílias, kde Nestór, král Pylu ve stejné oblasti, vypráví o neustálých sporech s majiteli dobytka (Ílias XI 670n).
Ve starověku se Elis dělila na tři území:
- vlastní Elis, neboli Dutou, Nížinnou, kde stálo stejnojmenné město,
- Pisatis ležící mezi jižním okrajem vlastní Elis a pravým břehem Alfia, s městem Písou a svatyní Olympia,
- Trifýlii, s městem Leprea, rozkládající se na jih od Alfia až k řece Nedas.

Tento obraz ale platil až od začátku 6. století př. n. l., kdy se Élejci násilně zmocnili Pisatis a Trifýlie. Společně s dobytým územím přešla na Élejce i správa Olympie a pořádání Olympijských her, které měli již v té době hlubokou tradici. Během války s Spartou na konci 5. století př. n. l. Élis o Trifýlií a Pisatis přišla, ale správa Olympie jí byla ponechána až do roku 364 př. n. l.. Krátce poté se Élis opět zmocnila jak Trifýlie a Pisatis, tak i svatyně. Tentokrát již natrvalo.